# Fryderyk Chopin (voilier)
Pour les articles homonymes, voir Chopin (homonymie).
Le Fryderyk Chopin est un brick moderne, à coque acier, construit en 1991 en Pologne, aux chantiers Lénine de Gdansk.

## Histoire
Comme le Pogoria, l’Iskra II, le Kaliakra, le Dar Młodzieży et le Khersones, le Fryderyk Chopin a été dessiné par l'architecte naval polonais Zygmunt Choreń.*
il a été affrété un an comme charter pour le West Island College (en) au Canada afin d'élargir son programme de formation à la voile. Puis il a servi au European School of Law and Administration (en), une université privée polonaise.
Le 29 octobre 2010, le navire a été signalé en état de détresse au large des îles Scilly, ayant perdu deux mâts à cause de coups de vent violent et d'une forte mer. Il était en croisière de trois mois et demi des Pays-Bas vers les Caraïbes avec 47 membres d'équipage à bord, y compris 36 stagiaires âgés de 14 ans. Bien qu'il y ait un moteur auxiliaire, le capitaine du navire ne l'utilisa pas, par peur des débris traînant sur l'hélice. Aucune blessure n'a été signalée. Le navire a été remorqué dans les eaux abritées de la baie de Falmouth sur 100 milles et trois jours de remorquage par le petit chalutier Nova Spero dont le capitaine, Shaun Edwards avait répondu à l'appel de détresse. Après règlement de différends au sujet des assurances, sa rénovation a eu lieu au chantier naval britannique "A & P" puis à celui de "Queens Wharf".
Depuis 2011, le navire est exploité par 3Oceans, un opérateur polonais de navire privé. Il sert de navire à The Blue School, un projet de formation à la voile organisé par la STS Fryderyk Chopin Foundation.